# Sad-ad-Dawla (hamdànida)
Abu-l-Maali Xarif ibn Alí ibn Abi-l-Hayjà Abd-Al·lah ibn Hamdan Sad-ad-Dawla, més conegut simplement com a Sad-ad-Dawla (àrab: سعد الدولة, Saʿd ad-Dawla), fou el segon emir hamdànida d'Alep (-967-991).
Va succeir al seu pare Sayf-ad-Dawla a l'edat de 15 anys, el 967. Era fill de Sayf-ad-Dawla i de la cosina d'aquest (germana d'Abu-Firàs governador d'Homs i Manbidj i destacat poeta).
A la mort del pare el febrer del 967, Abu-l-Maali Xarif va venir des Mayyafarikin on estava, i va arribar a Alep el juliol del 967. Immediatament es va haver d'enfrontar a la rebel·lió del seu oncle Abu Firas a Homs, rebel·lió sufocada el 968 (Abu Firas va resultar mort l'abril del 968).
Aquell mateix any 968 els romans d'Orient van arribar fins a Homs i Trípoli i Abu-l-Maali va sortir per combatre'ls i va deixar a Alep al camarlenc (hadjib) del seu pare, de nom Karghuyah que ja havia governat Alep en absència de l'emir (uns mesos del 967 i abans en vida de Sayf-ad-Dawla quan aquest era absent). Quan es va acabar la campanya Abu-l-Maali no va poder entrar a Alep on Karghuyah s'havia revoltat. A Rakka va prendre el poder el seu cosí Abu Taghlib, emir de Mosul.
Abu-l-Maali va passar a Sarudj, i després cap a Haran i Mayyafarikin on va reunir forces (968) i d'allí cap a Manbidj, des on va amenaçar Alep però es va haver de retirar davant la presència de forces romanes d'Orient que sota el comandament de l'estratopedarca Pere i de Miquel Burtzes havien conquerit Antioquia l'octubre del 969 i seguidament havien entrat a Alep i havien imposat el protectorat a Kharguyah. (desembre del 969 i gener del 970) que excloïa a Abu-l-Maali de l'emirat que era reconegut possessió de Kharguyah (amb el seu lloctinent Bakdjur com a hereu presumpte).
Abu-l-Maali va entrar llavors a Homs on va restar set anys fins que el 977, després de l'assassinat de Kharguyah per Bakdjur, va poder reconquerir Alep. El 971 Abu Taghlib de Mosul va ocupar tota la Jazira que legalment li pertanyia, i la seva preeminencia sobre Alep fou reconeguda per Abu-l-Maali el 971, ja que havia estat acordat en el seu dia en aquestes condicions pel califa.
Abu-l-Maali es va reconèixer vassall de l'emir buwàyhida Adud-ad-Dawla el 979 i aquest li va reconèixer la possessió de la Síria del nord i li va donar el títol (làqab) de Sad-ad-Dawla, i també li va permetre recuperar el Diyar Mudar on Abu-Tàghlib havia estat expulsat pels mateixos buwàyhides, menys Rakka i Rahba.
Badjkur havia estat nomenat governador d'Homs i aviat va esclatar el conflicte amb Sad-ad-Dawla, i Badjkur va buscar el suport del califa fatimita que li va prometre el govern de Damasc, però en realitat volia dominar la regió. El 982 l'exèrcit romà d'Orient es va presentar a Alep per reclamar de l'emir les obligacions del pacte del gener del 970 i Sad-ad-Dawla va buscar la seva aliança per lluitar contra Bakdjur i es va comprometre a respectar al tractat però a canvi d'ajut.
El 983 els romans d'Orient van rebutjar Bakdjur, que havia vingut a assetjar Alep i després van ocupar Homs que van entregar a Sad-ad-Dawla. Bakdjur fou nomenat governador de Damasc però la lluita per Alep es va aturar doncs Sad-ad-Dawla, davant la decadència els buwàyhides, es va acostar al califa fatimita i va reconèixer la seva sobirania el 986. L'any anterior (985) els romans d'Orient van enviar un exèrcit a Alep per obligar altre cop al compliment del tractat que Sad-ad-Dawla no respectava del tot i van ocupar Kilis i van bombardejar Apamea i Kafartab i en represàlia Sad-ad-Dawla va enviar el 986 al general Karghuyah contra el monestir de Dayr Saman on va matar molts monjos i va fer presoners a altres fins que el maig del 986 es va signar un nou tractat. A finals del 986 Sad-ad-Dawla va ajudar a Bardes Escler, alliberat pels buwàyhides, i al mateix temps va reconèixer la sobirania fatimita com ja s'ha vist.
Quan Bakdjur va entrar en conflicte amb el visir fatimita Ibn Killis, i li fou retirat el govern de Damasc, va passar a Rakka (de la que va rebre el govern), Bakdjur va reactivar les seves aspiracions i des Rakka va organitzar l'atac a Alep; però Sad-ad-Dawla, ajudat pels romans d'Orient, el va derrotar a Naura (est d'Alep) el 991, i fou capturat i executat. Però els fills de Bakdjur foren empresonats per Sad-ad-Dawla incomplint la promesa en sentit contrari feta al califa fatimita, i això va fer trencar les relacions amb els fatimites i quan anava a esclatar la guerra va morir sobtadament d'un atac d'hemiplegia (com el seu pare) el desembre del 991.
El va succeir el seu fill Saïd-ad-Dawla.